# Eurofly
Eurofly – włoska prywatna linia lotnicza z siedzibą w Mediolanie.